# Roccia madre
Il termine roccia madre è applicato in geologia (in particolare, nella geologia degli idrocarburi) alle rocce e ai sedimenti che costituiscono l'origine degli idrocarburi (solidi e liquidi). 
Si tratta di rocce caratterizzate da abbondanza di materia organica, derivata dall'accumulo di resti di organismi viventi in condizioni di scarsa ossigenazione. In queste condizioni, la materia organica non viene ossidata e può essere seppellita con il graduale accumulo dei sedimenti, dando origine ad una massa amorfa definita cherogene. Con l'aumentare della profondità di seppellimento, l'aumento della temperatura (oltre la soglia dei 100 °C), provoca la progressiva "rottura" (cracking) dei legami molecolari del cherogene, che si trasforma in composti più semplici: gli idrocarburi. 
Dal kerogene con l'aumento della temperatura si originano in successione gli idrocarburi solidi (bitume), liquidi (petrolio), e infine gassosi (con molecola sempre più semplice, fino al metano).